# احمدآباد (مرودشت)
احمدآباد، روستایی از توابع بخش مرکزی شهرستان مرودشت در استان فارس ایران است.

## جمعیت
این روستا در دهستان رودبال قرار دارد و براساس سرشماری مرکز آمار ایران در سال ۱۳۸۵، جمعیت آن ۱۵۲ نفر (۴۱خانوار) بوده‌است.